# Centaurée chausse-trape
Centaurea calcitrapa
Espèce
La Centaurée Chausse-trape (Centaurea calcitrapa), Centaurée étoilée ou Chardon étoilé, est une espèce de plantes à fleurs de la famille des Asteraceae (Composées).

## Description
Plante de 30 à 60 cm à tige dressée, ramifiée en rameaux étalés. Feuilles alternes velues, légèrement dentées. Capitules rosés, bractées épineuses sur base très épaissie garnie d'épines.

## Floraison
De juin à octobre.

## Habitat
Sud-est de la France, en plaine jusqu'à 1 000 m, lieux secs et ensoleillés (chemins, terrains incultes) même en Afrique du Nord jusqu'à 1300 m en montagne.